# Heterogonium ceramense
Heterogonium ceramense är en ormbunkeart som beskrevs av Holtt. Heterogonium ceramense ingår i släktet Heterogonium och familjen Tectariaceae. Inga underarter finns listade.